# (1099) Figneria
(1099) Figneria es un asteroide perteneciente al cinturón de asteroides descubierto el 13 de septiembre de 1928 por Grigori Nikoláievich Neúimin desde el observatorio de Simeiz en Crimea.
Está nombrado en honor de Vera Nikoláievna Fígner, revolucionaria rusa.